# 姦通
姦通（かんつう）は、社会・道徳に背いた不貞行為・性交渉のことである。特に既婚者が、配偶者以外の異性と肉体関係をもつことと言う場合もあるが、未婚の者どうしの性的交渉について意味する事が多い「婚外（性）交渉」と異なり、一方または両方の相手が、社会制度の下で婚姻状態にある場合に行われる、婚姻に基づかない他の相手との関係について特に言う場合が多い。既婚者が行う姦通については不倫と表現することもある。但し、法的に未婚のままで内縁関係も認められなかったり、離婚していた場合には不倫にはならない。
姦通罪がある国では、違反者には刑事罰が与えられる。日本のように刑法から削除した国では、姦通は民法と道義の話になっている。但し不倫について、配偶者が不貞行為を真に容認していた場合には公認不倫となり、慰謝料請求権は発生しないとされる。

## 概要
社会的に承認される性行為は通常、婚姻によるものであるが、世界の地域・時代によっては、婚姻以外にも社会的に承認される関係は存在した。儒教においては、妾を持つことが認められており、日本でも側室などは公的な存在であり、一夫一妻制が厳しかったキリスト教でも公妾が存在することがあった。また、娼婦・奴隷等と性交渉を持つことが公的に認められた時代もあった。
一方、社会的に容認されないとされるものの例には、既婚の女性の他、他人の妾、他人の側室、親の保護下にある未婚の娘との性的関係がある。また、身分制度の影響や、宗教支配の強い国や民族・宗教集団では、身分の異なる相手（異なるカーストなど）、異教徒の相手との通婚が禁じられていた。また儒教圏においては、儒教が厳しく解釈された地域・時代における父系親族（同姓不婚）との関係や婚姻があった。
宗教や民族・地域・時代によっては、同性愛が含まれる場合もある。近親相姦は、いくつかの社会でそれにまつわるタブー（インセスト・タブー）が存在する。
既婚者が不貞行為に及ぶ理由としては、セックスレス状態に陥っていたり、家庭からの現実逃避などが挙げられる。
日本においては不倫が発覚した場合、犯罪ではないが、不法行為あるいは重大な裏切り行為として捉えられ、慰謝料請求や社会的制裁を受けることになる。職場に不倫の事実が知られた場合、退職に追い込まれる危険性もある。

## 語源
江戸時代では「姦通」のほか、「密通」「不貞」「不義」という表現が使われ、日常的には「浮気」も用いられた。
「不倫」という言葉は元々、倫理から外れたこと、人の道から外れたことを意味した。近年では特に、近代的な結婚制度（一夫一婦制）から逸脱した男女関係、すなわち配偶者のある男や女が配偶者以外の異性と行う恋愛・性行為を指して用いられる。1930年代の雑誌記事では「姦通」、1960年代以後は「浮気」の表現が多い。TBSのテレビドラマ『金曜日の妻たちへ』（1983年）により「不倫」という言葉が広まったと考えられている。
本来は、不倫（ふりん）・不義密通も同じ意味であるが、現代日本語では、既婚者が配偶者以外の者と性交渉を持つ行為を主に不倫（ふりん）と呼ぶようになった。

## 関連語

### セカンドパートナー
セカンドパートナーは既婚者の二番目のパートナーのことであるが、セカンドパートナーから肉体関係を持つ不倫に進んだケースも多いとされる。

### ダブル不倫
ダブル不倫（W不倫）は既婚者の妻と既婚者の夫による不倫を意味している。
既婚者向けのマッチングアプリも存在しており、そこから婚外恋愛に発展するケースもあるとされる。離婚より不倫の方がマシという言説も運営側より登場している。
不倫が発覚した場合、自分の配偶者に加えて不倫相手の配偶者からも慰謝料請求される可能性が高い。

### サレ妻・サレ夫
サレ妻（されづま）・サレ夫（されお）はそれぞれ不倫された妻・夫を意味する。
もともとは2ちゃんねるの不倫・浮気板で使われるネットスラングであったが、ケータイ小説でも使われ、2008年には「戦場のサレ妻」が書籍化されている。またブログでも一般的に使われるようになっていった。
その後、2018年にはテレビドラマからも「サレ妻地獄へ、ようこそ」をキャッチコピーとする『ホリデイラブ』が登場し、サレ妻・サレ夫はネットに留まらない用語となった。
2021年12月にはNHK Eテレの番組『ねほりんぱほりん』からも「サレ妻・サレ夫」の回が登場した。

## 日本

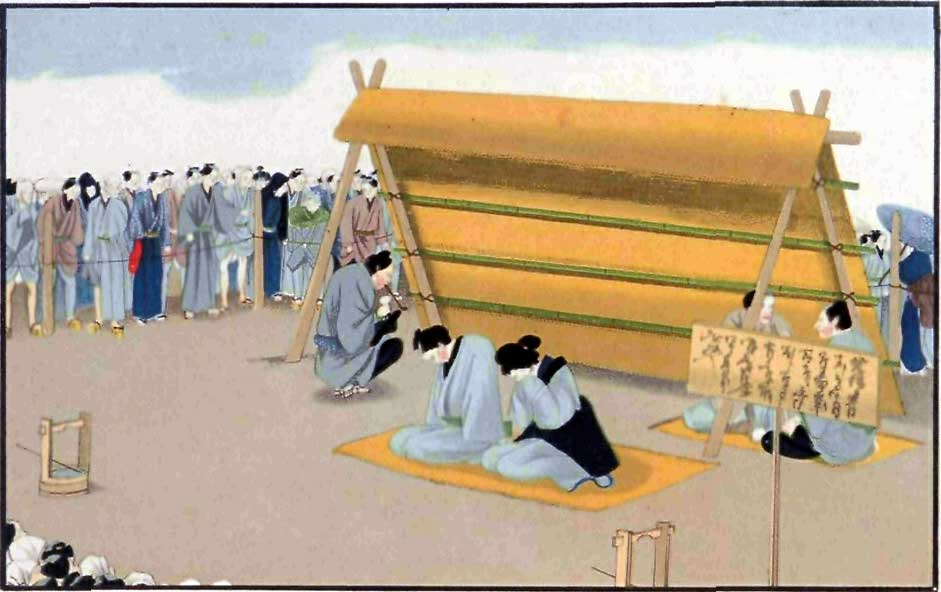
江戸時代、不義密通により公衆にさらされる男女『日本の礼儀と習慣のスケッチ』より、1867年出版

不義密通というのは、要するに他人の保護下にある女性に対して保護者の許可無く（不義）、密かに性交渉を持つ（密通）ことであり、他人の妻、妾または娘が対象となる。男が未婚の場合、未婚の娘に結婚を申し込むことは可能であるが、家同士の関係で結婚が決まる時代においては、身分や貧富の差があった場合、許可されないことが多く、駆け落ち、心中といった悲劇につながった。
古代日本においては、一夫多妻制の上に招婿婚（妻問婚）という社会制度のため、夫が妻（正室）の家にいつもいるわけではないこともあり、夫が他の女性の家へと行っている時には別の男性が来ることもあったらしく、また男性が恋人の女性の家へと行くと、すでに他の男性が来ていたということもあった（『古今和歌集』に収録されている歌にも、多くその時に歌われたと思われるものがある）。ただし、その夫や恋人がそのことに対して声高に訴えたり、ましてや公にすることは、面子もあって滅多に無かったようだ。
平安時代では、やはり男は多くの女の元へ通うのが常識であり、一人の女性しか愛さない男は真面目人間として軽く見られた。しかし人の妻を奪うことは非常識とされ、世間の非難を浴びた。
鎌倉時代には、武家法である御成敗式目第34条において不倫密懐に関する処罰が規定され、不倫密懐は所領半分没収の上職務罷免とされ、武家文化の中で厳しく処罰される端緒となった。御成敗式目は戦国・江戸時代を通じて各家法に強い影響を与え、武家法の基礎となった（「密懐法」を参照）。
江戸時代の寛保2年の公事方御定書47条には不義密通を死罪とする重罰規定が見られる。
しかし、御成敗式目、公事方御定書とも既婚男性が未婚女性と関係に及ぶ件に関しては規定がない。御成敗式目は戦国・江戸時代を通じて各家法に強い影響を与え、武家法の基礎となった（「密懐法」を参照）。
これに対し、庶民の性風俗に関わる明確な取り決めは見られず、近世（江戸時代）以前には配偶者以外との性交渉は珍しいことではなく、近代に入っても戦前では特に農村などではその風潮が一部に残っていた。
近代に入ってからも、「浮気は男の甲斐性」などと既婚男性が未婚女性と関係にいたる限り、容認する風潮が長く続いていた。
近代以降、戦前戦中まで、既婚男性が未婚女性を愛人に持つことは容認されても既婚女性が未婚男性と浮気をすることは容認されないとされており、既婚女性が関係に及んだ場合、後述の姦通罪廃止までは、相手の男性から男女とも刑事告訴されることがあった。1947年（昭和22年）施行の日本国憲法下における刑法改正により、同年10月26日をもって姦通罪は廃止され、それ以降現在まで、日本の法律では刑罰を受けることはなくなっている。
公事に基づく処罰や刑事罰が科されなくとも、不貞を働いた者には村落や島嶼、鉱山などの共同体の中で私刑が課せられることがあった。長崎県の高島炭鉱では、不貞を働いた女性（姦婦）を見せしめのために全裸にしてはりつけ、人目の多い場所で拷問する私刑が行われていた。

### 現代日本
前述の日本国憲法下の1947年（昭和22年）刑法改正に際し、既婚女性と関係を持った者や既婚女性のみ姦通罪が適用されるのは憲法違反ではないかと議論になり、既婚男性と既婚男性と関係を持った者にも適用範囲を拡大するか、姦通行為への刑事罰自体を廃止してしまうのか議論になり、最終的には姦通罪は廃止された。
戦後の法制度下では、婚姻関係にある男女への他人の性的な介入は、不貞行為として、婚姻下にある配偶者としての貞操義務違反行為に該当するとされており、法的にも現在まで確立している。
不貞行為は、民法770条の離婚事由の一つとしてあげられ、配偶者に不貞な行為があったとき、離婚の訴えを提起することができる場合（離婚原因）と規定している。なお、離婚の事由となる「不貞行為」とは、婚姻関係にある者が婚姻相手以外と性交渉をすることであり、前者が後者を強姦した場合や売春の枠内での性交渉も含まれる。ただし、短期間の一時的な関係だった場合には離婚事由に至らないとして離婚の訴えが退けられる場合もある。また、性的関係に至らない、単純な交際（デートやキスなど）だけでは、不貞行為に当たらないとするのが通説である。婚姻関係にある男女の一方が他人と異性愛でなく同性愛の関係を持った場合は、判決で不貞行為に当たらないとされていたが、近年、女性同性愛による他人との関係も不貞行為とし損害賠償を命じる判例が出てきている。
つまり、民法制度上は、不貞行為の相手方や、相手となった夫または妻に対して、貞操義務に違反した精神的苦痛を理由とした不法行為（民法709条）に基づく損害賠償請求、さらに不貞行為を原因として、別居状態に至ったり、あるいは離婚の訴えによる裁判離婚または不貞行為を理由とする協議離婚が成立した場合、不貞行為の相手方や、相手となった夫または妻は、精神的苦痛に加えて、別居状態になったこと、または婚姻関係が破綻したことを原因とする逸失利益および精神的苦痛を理由とした不法行為（民法709条）に基づく損害賠償請求を重ねて負う事になる。別居や離婚に至った場合、精神的苦痛による慰謝料だけでも数百万円に上る場合がある。つまり、不倫が犯罪ではないとしても、家庭や友人関係を一気に崩壊させる危険をはらみ、経済的・精神的に深刻な打撃を受け、社会的信用はもとより、自身の社会的な基盤すらをも失う可能性がある。
さらに、夫婦間に子がいる場合、特に幼年から若年の子である場合、不倫を原因とする両親の不仲や諍いのために、子の精神状態が不安定になり、心身症などの精神的障害などを負ってしまう場合がある。これに関しても、医学的に精神的障害と不倫（およびそれを原因とする両親の不仲）との相当因果関係が立証されれば、不貞行為の相手方や、相手となった夫または妻は、それによる不法行為（民法709条）に基づく損害賠償請求を重ねて負う。ただしこの場合、通説および判例では、子が損害賠償請求をしても退けられる、不倫の被害方となった配偶者側が子の精神的損害について配偶者側の慰謝料請求の増額要因となると言う解釈である。
重婚的内縁関係に於いては、実子を邪魔な存在と感じて児童虐待に及ぶケースがある。

#### 芸能人の不倫発覚・イメージ悪化と広告契約における禁止条項
芸能人や政治家、スポーツ選手などの有名人の場合は、特に不祥事として非難を受け、イメージ悪化に繋がり、不倫(既婚者の浮気)を是としない人々からの支持を大幅に失う。
CMを含めた広告では、契約時では「好感度の高いイメージを持つ芸能人」を採用し、商品やサービスのイメージ向上につなげようとする。そのため、CM等の広告の契約書には、放映期間中に不倫等の世間のイメージと異なることをしないと約束した条項が入っている。
歴史学者の濱田浩一郎は2016年（平成28年）、昨今の男性が不倫した際にも世論の反応が過熱する背景として、昔のように男性優位の社会ではなくなったことや、結婚相手を『運命の相手』とし、一生の恋愛関係にあることを理想とする考え（ロマンチック・ラブ）が広まったことが一因となっていると語った。
駒澤大学准教授の山口浩は、インターネットによりバッシングが可視化され、意見が見えることにより、多数派の流れに逆らう意見は出にくくなり、インターネットでのコメントは、一方向への大きな流れが起きやすいと語った。また、バッシングが過熱した要因として、マスメディアの存在を挙げ、「怒りの感情は人を動かしやすいので、ネットに募る批判は“おいしい材料”。つまり、ネットで批判が盛り上がると、メディアはそれを煽るような内容を報じる。すると、さらにネットが盛り上がる。こうしてネットとマスメディアの間を、掛け合いのようにぐるぐる回っていき、火種がすごく大きくなってしまう。こういった炎上の構造ができている」と語った。
また、一連の不倫報道の激化は、公正世界信念に基づき炎上しやすく、マスメディアによる消費報道、過剰報道がそれを煽っているのではないかと言う意見もある。
不倫した者の知名度が高かったり、清純派や誠実のイメージが強いほどと「騙された」と感じる人が多くなり、ダメージを受ける。清純派という世間のイメージと異なる実態が発覚したことでイメージがひっくり返ったケースが多数存在する。2023年8月（令和5年）に不倫が発覚したジャングルポケット斉藤も不倫報道で過去に称賛集めたいじめ被害告白に説得力が無くなる事態になり、世論で「人の心の痛みを良く知っている人だと思ってた。不倫もいじめと同じ。魂の殺人だと思う」などの落胆が広がった。
CMは芸能事務所とタレントにとって、最も大きな収入源であるが、不倫等のイメージと大きく異なる実態が発覚した際には打ち切りになる。そして、基本的には不倫が発覚した者にはCM出演依頼は来なくなる。

## ユダヤ教・キリスト教
『旧約聖書』の『出エジプト記』第20章に出てくるモーゼの十戒の中に、「なんじ姦淫するべからず」というものがある。

## イスラム教
イスラム法では、姦通に対しては特に厳しく、石打の刑が定められている。イスラム法（シャリーア）にはズィナーという婚外の性行為（強姦、結婚前性行為、売春、同性間の性行為など）および肛門性交を重罪としており、既婚女性との不倫や既婚者が不倫することも死刑になることもある。

## 不倫がテーマとなった小説、漫画、テレビドラマ、楽曲など
古くは古代ギリシアのホメーロスの作品に姦通が描写されている。姦通はヨーロッパの騎士道物語の重要な要素でもある。
11世紀後半から12世紀頃南フランスを中心にして宮廷風恋愛をテーマとする詩歌が発展しはじめた。『トリスタンとイゾルデ』などに見られるように、宮廷風恋愛は君主を夫とする妻（妃）と君主に仕える騎士の間の愛を描いたもので、その関係は基本的に不倫である。これには、政略結婚が一般的で君主と妻の間の愛が薄かった時代背景がある。
日本の平安時代の『源氏物語』が不倫を扱った作品とされることもあるが、一夫一婦制が一般的でなかった時代の作品であるため、現代的観点でいう「不倫」に分類することは不適切だという意見もある。

### ドラマおよびドラマ化された作品
- 『美徳のよろめき』（1961年） - 原作は1957年に『群像』連載の三島由紀夫の同名の小説
- 『金曜日の妻たちへⅠ・II・III』（1983年-1985年、TBS）
- 『くれない族の反乱』（1984年春、TBS）
- 『Age,35 恋しくて』（1996年春、フジテレビ） - 原作は1994年より『ビッグコミックス』連載の漫画『Age,35』
- 『ミセスシンデレラ』（1997年春、フジテレビ）
- 『失楽園』（1997年夏、日本テレビ） - 原作は1995年より『日本経済新聞』連載の同名の小説
- 『青い鳥』（1997年秋、TBS）
- 『不機嫌な果実』（1997年秋・TBS） - 原作は1995年より『週刊文春』連載の同名の小説
- 『スウィートシーズン』（1998年冬、TBS）
- 『略奪愛・アブない女』（1998年冬、TBS）
- 『昔の男』（2001年、TBS）
- 『水曜日の情事』（2001年、フジテレビ）
- 『不信のとき〜ウーマン・ウォーズ〜』（2006年、フジテレビ）
- 『今週、妻が浮気します』（2007年冬、フジテレビ） - 原作は2005年の同名の小説
- 『愛の流刑地』（2007年3月、日本テレビ） - 原作は2004年より『日本経済新聞』に連載された同名の小説
- 『スイート10〜最後の恋人〜』（2008年春、TBS） - 原作は1999年より少女漫画誌『Kiss』連載の漫画『スイート10』
- 『セカンドバージン』（2010年秋、NHK）
- 『昼顔〜平日午後3時の恋人たち〜』（2014年、フジテレビ）
- 『あなたのことはそれほど』（2017年、TBS） - 原作は2010年よりヤングレディース誌『FEEL YOUNG』で連載の同名の漫画
- 『ホリデイラブ』（2018年冬、テレビ朝日） - 原作は2014年より漫画アプリ『マンガボックス』連載の『ホリデイラブ 〜夫婦間恋愛〜』
- 『あなたには帰る家がある』（2018年春、TBS） - 原作は1994年の同名の小説
- 『偽装不倫』（2019年夏、日本テレビ） - 原作は2017年よりXOY連載の同名のWebToon
- 『サレタガワのブルー』（2021年夏、毎日放送） - 原作は2018年より漫画アプリ『マンガMee』連載の同名の漫画
- 『夫婦が壊れるとき』（2023年春、日本テレビ）
- 『単身花日』（2023年秋、テレビ朝日） - 原作は2006年より『ビッグコミックス』連載の『単身花日 桜木舜の単身赴任・鹿児島』
- 『サブスク不倫』（2023年秋、毎日放送） - 原作は同年より連載の同名のWebToon
- 『泥濘の食卓』（2023年秋、テレビ朝日） - 原作は2020年より『まんが王国』連載の同名の漫画
- 『インターホンが鳴るとき』（2023年秋、テレビ大阪） - 原作は2018年より『エブリスタ』連載の同名の小説
- 『離婚しない男-サレ夫と悪嫁の騙し愛-』（2024年冬、テレビ朝日）
- 『蜜と毒』（2024年冬、BSテレ東） - 原作は2017年よりブラックショコラで連載の漫画『蜜と毒〜逆恨みの復讐』
- 『東京タワー』（2024年春、テレビ朝日） - 原作は1999年より『鳩よ!』連載の同名の小説
- 『御社の乱れ正します!』（2024年春、BS-TBS） - 原作はまんが王国等に連載の漫画『御社の不倫の件〜絶対に別れさせます〜』
- 『愛人転生 -サレ妻は死んだ後に復讐する-』（2024年夏、毎日放送） - 原作は同名のオンライン小説
- 『初恋不倫〜この恋を初恋と呼んでいいですか〜』（2024年夏、BSテレ東） - 原作は2019年より『Love Silky』で連載の同名の漫画
- 『わたしの宝物』（2024年秋、フジテレビ）
- 『3年C組は不倫してます。』（2024年秋、日本テレビ）
- 『子宮恋愛』（2025年春、読売テレビ） - 原作は2021年より『ダークネスな女たち』連載の同名の漫画
- 『悪夢の不倫温泉 ―監視対象はあなたです―』（2025年春、読売テレビ）[37]
- 『完全不倫 -隠す美学、暴く覚悟-』（2025年夏、	日本テレビ）

### Webドラマ作品
- 『セイサイのシナリオ』（2024年12月〜、BUMP配信） - 日本テレビとGOKKOの共同制作[38]。原作は同名のWebtoon[38]。
- 『たぶん、浮気じゃない。』（2025年7月〜、DMM TV配信） - 原作は同名の縦読み漫画[39]

### 映画および映画化された作品
- 『逢びき』（1948年）
- 『純白の夜』（1951年） - 原作は1950年に『婦人公論』連載の三島由紀夫の同名の小説
- 『美徳のよろめき』（1957年） - 原作は1957年に『群像』連載の三島由紀夫の同名の小説
- 『暗夜行路』（1959年） - 原作は1921年より掲載の志賀直哉の同名の小説
- 『郵便配達は二度ベルを鳴らす』（1981年） - 原作は1934年の同名の小説
- 『恋におちて』（1985年） - 原作は1992年の同名の小説
- 『それから』（1985年） - 原作は1909年の夏目漱石の同名の小説
- 『マディソン郡の橋』（1995年）
- 『海猫』（2004年） - 原作は2002年の同名の小説
- 『人間失格』（2010年） - 原作は1948年の太宰治の同名の小説

### その他の文学作品
- 『堀川波鼓』（近松門左衛門、1707年）
- 『大経師昔暦』（近松門左衛門、1715年）
- 『鑓の権三重帷子』（近松門左衛門、1717年）
- 『緋文字』（ナサニエル・ホーソーン、1850年）
- 『ボヴァリー夫人』（フローベール、1856年）
- 『トリスタンとイゾルデ』（リヒャルト・ヴァーグナー、1865年、原作は12世紀の叙事詩トリスタンとイゾルデ)
- 『アンナ・カレーニナ』（レフ・トルストイ、1877年）
- 『ボール箱』（コナン・ドイル、1893年）
- 『クロイツェル・ソナタ』（レフ・トルストイ、1899年）
- 『犬を連れた奥さん』（アントン・チェーホフ、1899年）
- 『ユリシーズ』（ジェイムズ・ジョイス、1922年）

### その他の漫画
- 『パープル・レイン (漫画)』（深沢かすみ）
- 『夫婦が指輪をはずすとき』（粕谷紀子）
- 『花の庭』（津雲むつみ）
- 『恋、ふたたび』（萩森千聖）
- 『渇いた花たち』（入南ナツ）（弥生すなを）
- 『夏を抱きしめて（漫画）』（関谷青子）
- 『パートタイム・ダディ』（高見まこ）

### 音楽作品
- 『ペレアスとメリザンド』（メーテルリンク）（トリスタン物語に基づく）
- 『NEVER LET YOU GO』『STARDUST TRAIN』『確かなものは闇の中』『紅い陽炎』『春』（B'z）
- 『陽のあたる場所』（浜田省吾）
- 『Ti Amo』（EXILE）
- 『Mr.サマータイム』（サーカス）
- 『ホテル』（島津ゆたか）
- 『DIAMOND SKIN』（GLAY）
- 『LOVE AFFAIR 〜秘密のデート』 （サザンオールスターズ）
- 『GUILTY』 （V6）
- 『マンハッタン・キス』（竹内まりや）
- 『愛の国』（加藤ミリヤ)
- 『でも…いいよ』（つばきファクトリー)